# 未来のために
「未来のために」（みらいのために）は、DEENの7thシングル。 1995年6月19日にB-Gram RECORDSから発売された。

## 概要
- 「未来のために」はDEENのメンバーが初めて作曲を担当している。オリコンチャート1位を獲得。
- 元千葉ロッテマリーンズのボビー・バレンタイン監督は、95年に初来日した時にプロ野球中継のテーマ曲だったこの曲を聴いてDEENの大ファンになった。
- 劇空間プロ野球のイメージソング候補としてこの曲を含む2曲が、当時の長嶋茂雄巨人軍監督に届けられ、2曲を聴きくらべた監督が「こっちにしましょう」と即決したという逸話がある。何故か、スポーツマンに好まれる楽曲である。
- サビを池森が作曲、宇津本がA、Bメロを作曲。
- 『ミュージックステーション』、『HEY!HEY!HEY! MUSIC CHAMP』、『COUNT DOWN TV』に、それぞれ初めてテレビ出演を果たす。[1]

## 収録曲
（全作詞：池森秀一）
1. 未来のために　
作曲：池森秀一・宇津本直紀、編曲：古井弘人
日本テレビ系列『'95劇空間プロ野球』イメージソング
2. もう一度･･･　
作曲：池森秀一、編曲：池田大介
3. 未来のために（Original Karaoke）
4. もう一度･･･（Original Karaoke）

## 参加ミュージシャン
- 池森秀一：ヴォーカル
- 山根公路：キーボード
- 宇津本直紀：ドラム
- 田川伸治：ギター

## 収録アルバム
未来のために
- 『SINGLES+1』
- 『DEEN PERFECT SINGLES +』
- 『DEEN The Best キセキ』※アレンジ、新録音して収録
- 『マリアージュ』※アレンジ、新録音して収録
- 『DEENAGE MEMORY -20周年記念ベストアルバム-』
- 『DEEN The Best FOREVER 〜Complete Singles +〜』

もう一度
- 『Another Side Memories〜Precious Best〜』